# Learjet 28
Learjet 28 — двухдвигательный самолёт бизнес-класса производства американской фирмы Learjet, разработанный для замены лайнеров Learjet 25.
В модели Learjet 29 число пассажирских мест было уменьшено с десяти до шести, за счёт этого на 379 литров был увеличен объём топливного бака. Всего было выпущено два самолёта, получивших название «Learjet 29 Longhorn».

## История
Первый самолёт Learjet 28 поднялся в воздух 24 августа 1977 года.
29 июля 1979 года Learjet 28 был сертифицирован Федеральным управлением гражданской авиации США.
Модели Learjet 28/29 разрабатывались на основе Learjet 25D и были оснащены новым крылом большей площади, имевшем изогнутый профиль передней кромки. Learjet 28 стал первым реактивным самолётом, на крыле которого были установлены винглеты, позволившие улучшить экономическую эффективность эксплуатации лайнера при полётах на крейсерских режимах. Тем не менее, в целом большой расход топлива на прежних (с модели Learjet 25) двигателях и высокая стоимость производства привела к прекращению в августе 1982 года дальнейшей работы над проектом Learjet 28/29.
Всего было выпущено 5 лайнеров Learjet 28 и два самолёта Learjet 29.

## Операторы
США
- NASA

## Технические характеристикиLearjet 28
Источник Jane's Civil and Military Aircraft Upgrades 1994–95
Основные характеристики
- Экипаж: 2
- Пассажиры: 8
- Длина: 47 фт 7 д (14,51 м)
- Размах крыла: 43,8 фт (13,35 м)
- Высота: 12,23 фт (3,73 м)
- Площадь крыла: 264,5 фт² (24,57 м²)
- Масса пустого: фунтов (3750 кг)
- Максимальная взлётная масса: 15 000 фунтов (6805 кг)
- Двигательная установка: 2× General Electric CJ-610-8A турбореактивный

 Лётные характеристики 
- Скорость сваливания: 165 км/ч ()
- Практическая дальность: 1309 морских миль (2100 км)
- Практический потолок: 51 000 фт (15 545 м)
- Тяговооружённость: 2950 (13,1 кН)